# Wahai Maluku
Wahai Maluku är en flygplats i Indonesien.   Den ligger i provinsen Moluckerna, i den östra delen av landet, 2 500 km öster om huvudstaden Jakarta. Wahai Maluku ligger 153 meter över havet.
Terrängen runt Wahai Maluku är platt åt nordost, men åt sydväst är den kuperad. Havet är nära Wahai Maluku åt nordost. Runt Wahai Maluku är det mycket glesbefolkat, med 7 invånare per kvadratkilometer. I omgivningarna runt Wahai Maluku växer i huvudsak städsegrön lövskog.